# José López Portillo, San Juan Lalana
José López Portillo är en ort i Mexiko.   Den ligger i kommunen San Juan Lalana och delstaten Oaxaca, i den sydöstra delen av landet, 400 km sydost om huvudstaden Mexico City. José López Portillo ligger 145 meter över havet och antalet invånare är 115.
Terrängen runt José López Portillo är huvudsakligen platt, men västerut är den kuperad. Runt José López Portillo är det glesbefolkat, med 12 invånare per kvadratkilometer. Närmaste större samhälle är Arroyo Colorado, 3,0 km öster om José López Portillo. I omgivningarna runt José López Portillo växer i huvudsak städsegrön lövskog.